# NGC 4514
NGC 4514 је спирална галаксија у сазвежђу Береникина коса која се налази на NGC листи објеката дубоког неба.
Деклинација објекта је + 29° 42' 44" а ректасцензија 12h 32m 42,9s. Привидна величина (магнитуда) објекта NGC 4514 износи 13,3 а фотографска магнитуда 14,1. NGC 4514 је још познат и под ознакама UGC 7693, MCG 5-30-15, CGCG 159-11, PGC 41610.